# Čitluk (Promina)
Čitluk falu Horvátországban Šibenik-Knin megyében. Közigazgatásilag Prominához tartozik.

## Fekvése
Knintől légvonalban 12, közúton 17 km-re délnyugatra, községközpontjától 1 km-re északnyugatra, Dalmácia északi-középső részén, a Krka-folyó szurdokvölgye felett fekszik.

## Története
A falu neve a török időkből származik és jó földbirtokot jelent. A török 1522-ben szállta meg ezt a területet, melynek korábbi lakossága nagyrészt nyugatra menekült. 1647-ben a kandiai háború elején említik a falu elöljáróját Marko Omelićet. Az Omelićek később a biztonságosabb tengerpartra települtek át. A község területe a moreai háború során 1688-ban szabadult fel a török uralom alól. A felszabadulás után Čitluk lett a prominai térség székhelye. Itt alapították meg 1690-ben a prominai plébániát. Legnépesebb családja a Validžić volt, rajtuk kívül még több török nevű család élt a településen, melynek településrész nevei (Kerani, Svetine, Ševići, Burići, Duvnjaci) is a családok neveiből származnak. Miután a francia seregek felszámolták a Velencei Köztársaságot osztrák csapatok szállták meg. 1809-ben az Első Francia Császárság Illír Tartományának része lett. 1815-ben a bécsi kongresszus újra Ausztriának adta, amely a Dalmát Királyság részeként Zárából igazgatta 1918-ig. A falunak 1857-ben 389, 1910-ben 547 lakosa volt. Az első világháború után előbb a Szerb-Horvát-Szlovén Királyság, majd Jugoszlávia része lett. Az 1970-es években nagy számú lakosság vándorolt ki a jobb megélhetés reményében. 1991-ben teljes lakossága horvát volt. A délszláv háború idején 1991-ben szerb felkelők és a JNA csapatai szállták meg és a Krajinai Szerb Köztársasághoz csatolták. A horvát hadsereg 1995 augusztusában a Vihar hadművelet során foglalta vissza a települést. A falunak 2011-ben 112 lakosa volt.

## Lakosság
| Lakosság változása | Lakosság változása | Lakosság változása | Lakosság változása | Lakosság változása | Lakosság változása | Lakosság változása | Lakosság változása | Lakosság változása | Lakosság változása | Lakosság változása | Lakosság változása | Lakosság változása | Lakosság változása | Lakosság változása | Lakosság változása |
| ------------------ | ------------------ | ------------------ | ------------------ | ------------------ | ------------------ | ------------------ | ------------------ | ------------------ | ------------------ | ------------------ | ------------------ | ------------------ | ------------------ | ------------------ | ------------------ |
| 1857               | 1869               | 1880               | 1890               | 1900               | 1910               | 1921               | 1931               | 1948               | 1953               | 1961               | 1971               | 1981               | 1991               | 2001               | 2011               |
| 389                | 361                | 394                | 516                | 498                | 547                | 547                | 584                | 678                | 675                | 621                | 465                | 373                | 272                | 158                | 112                |